# Michel Mehech
Michel Mehech Haddad (ur. 31 maja 1914 w Himsie, zm. 3 czerwca 2008 w Santiago) – chilijski koszykarz, uczestnik Letnich Igrzysk Olimpijskich 1936.
Na igrzyskach w Berlinie, reprezentował swój kraj w turnieju koszykówki. W pierwszej rundzie jego reprezentacja pokonała Turcję 30-16. W drugiej rundzie, Chile pokonało Brazylię 23-18, jednak w rundzie trzeciej Chilijczycy musieli uznać wyższość koszykarzy z Włoch (19-27). Wraz z kilkoma innymi reprezentacjami, Chile zajęło ex aequo 9. miejsce.